# Tultepec
Tultepec è un comune del Messico, situato nello stato di Messico.